# Idioma de kiai
El idioma kiai (Fortsenal, Vorozenale) es una lengua hablada en la isla de Espíritu Santo en Vanuatu. Es hablado por menos de 450 personas.
Pertenece al grupo de las lenguas austronesias.
1. www.ethnologue.com
2. Vara Kiai: a Kiai wordlist / Tomas Ludvigson, Auckland [N.Z.] : Dept. of Anthropology, University of Auckland, 1989
3. Tom Ludvigson Research
4. The Language Situation in Vanuatu; Crowley, Terry; 2000

- Datos: Q2666835